# Return to the Apocalyptic City
Return to the Apocalyptic City — второй концертный мини-альбом трэш-металлической группы Testament, вышедший в 1993 году. Все песни были записаны на концерте в Hollywood Palladium, кроме последних двух; «Reign of Terror» была записана во время сессий The New Order в 1987—1988 годах, но не появилась на этом альбоме; однако, она появилась на B-стороне единственного сингла с альбома «Trial by Fire». Закрывающая песня «Return to Serenity» — это сингловая версия песни с альбома The Ritual.

## Список композиций
1. Over the Wall — 5:28,
2. So Many Lies — 6:13,
3. Haunting — 4:28,
4. Disciples of the Watch — 4:38,
5. Reign of Terror — 4:48,
6. Return to Serenity — 4:30.

## Участники записи
Треки 1-4:
- Чак Билли — вокал,
- Эрик Питерсон — ритм-гитара,
- Глен Элвелас — соло-гитара,
- Грег Кристиан — бас-гитара,
- Пол Бостаф — ударные.

Треки 5-6:
- Чак Билли — вокал,
- Алекс Скольник — соло-гитара,
- Эрик Питерсон — ритм-гитара,
- Грег Кристиан — бас-гитара,
- Луи Клементе — ударные.